# Karjalanjärvi (sjö i Kides, Norra Karelen)
Karjalanjärvi är en sjö i kommunen Kides i landskapet Norra Karelen i Finland. Sjön ligger 91,9 meter över havet. Den är 5,1 meter djup. Arean är 1,52 kvadratkilometer och strandlinjen är 8,43 kilometer lång. Sjön  ingår i Vuoksens huvudavrinningsområde.   Den ligger omkring 62 kilometer söder om Joensuu och omkring 330 kilometer nordöst om Helsingfors. 
I sjön finns öarna Lammassaari, Kaksinaiset och Lavoksensaari. 